# Patrice Bart
Patrice Bart (París, 30 de julio de 1945) es un afamado bailarín clásico, coreógrafo y maestro de baile francés.
Estudió en la escuela de ballet de la Ópera de París e integró el ballet estable desde 1959. En 1969 ganó la medalla de oro en Moscú y fue promovido a "etoile" en 1972. Trabajó con Maurice Bejart entre otros en el ballet Bhakti
Se retiró del escenario en 1989 y realiza coreografías para la Staatsoper Unter den Linden, La Scala, Múnich y otras compañías. Ha realizado nuevas versiones de clásicos como Giselle, La Bayadere y Coppelia. Fue nombrado caballero de la Legión de Honor. Jean Marie David realizó el documental "Patrice Bart: Portrait d'un Seigneur de la Dance".